# یواس‌اس هانوفر (ای‌پی‌ای-۱۱۶)
یواس‌اس هانوفر (ای‌پی‌ای-۱۱۶) (به انگلیسی: USS Hanover (APA-116)) یک کشتی بود که طول آن ۴۹۲ فوت (۱۵۰ متر) بود. این کشتی در سال ۱۹۴۴ ساخته شد.